# آتیت برگ
آتیت برگ (تایلندی: อาทิตย์ เบิร์ก؛ زادهٔ ۱۱ ژانویهٔ ۱۹۹۸) بازیکن فوتبال است.
وی همچنین در تیم‌های ملی فوتبال زیر ۱۶ سال نروژ و بزرگسالان تایلند بازی کرده‌است.